# Assemblée générale de l'Union astronomique internationale de 1985
19e assemblée générale de l'Union astronomique internationale
La 19e assemblée générale de l'Union astronomique internationale s'est tenue du 18 au 28 novembre 1985 à New Delhi, en Inde.